# Guglielmo II d'Olanda
Guglielmo d'Olanda in olandese Willem II van Holland (febbraio 1227 – Hoogwoud, 28 gennaio 1256) è stato il sedicesimo (secondo gli Annales Egmundani, il quattordicesimo) Conte d'Olanda dal 1234 alla sua morte e anti-re dei Romani dal 1247 e, dal 1254, re fino alla sua morte.

## Origine
Sia secondo il capitolo nº 66a della Chronologia Johannes de Beke che il paragrafo 7 della Genealogia Ducum Brabantiæ Heredum Franciæ, Guglielmo era il figlio maschio primogenito del quindicesimo (secondo gli Annales Egmundani, fu il tredicesimo) conte d'Olanda, Fiorenzo IV e di Matilde di Brabante, che, sempre secondo la Genealogia Ducum Brabantiæ Heredum Franciæ era la figlia femmina quartogenita del duca della Bassa Lorena, conte di Lovanio e primo duca di Brabante, Enrico I e di Matilde di Boulogne, che era faglia del conte di Boulogne, Matteo di Lorena, come conferma la Flandria Generosa (Continuatio Bruxellensis), che precisa che era la figlia femmina secondogenita ed era figlia della contessa di Boulogne, Maria, che secondo il cronista e monaco benedettino inglese, Matteo di Parigi, nel suo Matthæi Parisiensis, Monachi Sancti Albani, Chronica Majora, Vol. II era la figlia del re d'Inghilterra, Stefano di Blois e di Matilde di Boulogne.
Fiorenzo IV d'Olanda, secondo il capitolo nº 61 della Chronologia Johannes de Beke, era il figlio maschio primogenito del quattordicesimo (secondo gli Annales Egmundani, fu il dodicesimo) conte d'Olanda, Guglielmo I e della sua prima moglie, Adelaide di Gheldria (1186 circa - 1218), che secondo le Gesta Episcopum Traiectensium era figlia del conte di Gheldria, Ottone I, che era stato compagno d'arme di Guglielmo I in Terra Santa e di Riccarda di Baviera (1173-1231), che, come risulta dalla Genealogia Ottonis II Ducis Bavariæ et Agnetis Ducissæ era la moglie di Ottone I di Gheldria (Otto comes de Gelre) ed era la quarta figlia femmina del duca di Baviera, Ottone I.
Il nonno materno, Enrico I di Brabante era figlio del duca della Bassa Lorena, Goffredo III di Lovanio e di Margherita di Limburgo, figlia di Enrico II, conte d'Arlon e duca di Limburgo e della moglie, Matilde di Saffenberg, erede di Rodi.

## Biografia

Armi imperiali di Guglielmo

I suoi genitori furono fidanzati nel 1214, quando suo padre, Fiorenzo, aveva circa quattro anni, mentre sua madre, Matilde, ne aveva circa quattordici ed era già vedova del suo primo marito (secondo la Oude Kronik van Brabant, non consultata, nel 1212, aveva sposato Enrico VI, conte palatino del Reno, morto avvelenato, nel 1214, e, che, secondo il Chronicon Sancti Michaelis Luneburgensis, era figlio del conte palatino del Reno, Enrico I di Brunswick e della prima moglie, Agnese Hohenstaufen, figlia di Corrado Hohenstaufen, fratellastro del re dei Romani e imperatore del Sacro Romano Impero, Federico Barbarossa.

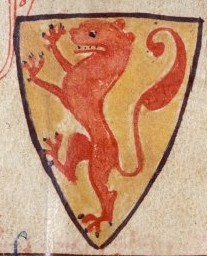
Armi di Guglielmo da un manoscritto inglese del XIII secolo scritto da Matteo Paris

Nel 1233, suo zio, Ottone d'Olanda, secondo il Kronijk van Arent toe Bocop, divenne il trentaseiesimo vescovo di Utrecht.
Il 19 luglio 1234, suo padre, Fiorenzo fu ucciso durante un torneo a Corbie in Francia. Secondo il capitolo nº 69b della Chronologia Johannes de Beke, Fiorenzo, durante il torneo, per le galanterie rivolte a Matilde di Dammartin, la moglie del conte di Clermont-en-Beauvaisis, Filippo Hurepel di Clermont (figlio del re di Francia Filippo II Augusto e della sua terza sposa Agnese di Merania e fratellastro di Luigi, futuro Luigi VIII di Francia), ne aveva suscitato un'ira feroce e prontamente gli aveva scatenato contro i suoi armigeri francesi e, mentre Fiorenzo cercava di resistere agli attacchi, il conte di Clermont lo colpì con violenza uccidendolo. Pare che vi fu la reazione degli armigeri germanici e il conte di Kleve, Teodorico V, uccise Filippo, conte di Clermont, vendicando Fiorenzo. Il corpo di Fiorenzo fu trasportato in Olanda e sepolto nell'abbazia di Rijnsburg.
Guglielmo, in quanto primogenito, secondo il capitolo nº 70a della Chronologia Johannes de Beke, succedette al padre Fiorenzo, come Guglielmo II, conte d'Olanda, sotto la tutela dello zio Ottone, vescovo di Utrecht, mentre la reggenza veniva esercitata dall'altro zio, Guglielmo d'Olanda, come ci viene anche confermato dal documento nº 566 dell'Oorkondenboek Holland, datato 1235, in cui Guglielmo viene definito tutore dell'Olanda (Wilhelmus tutor Hollandiæ).
Dopo la morte di Guglielmo la reggenza passò ad Ottone.

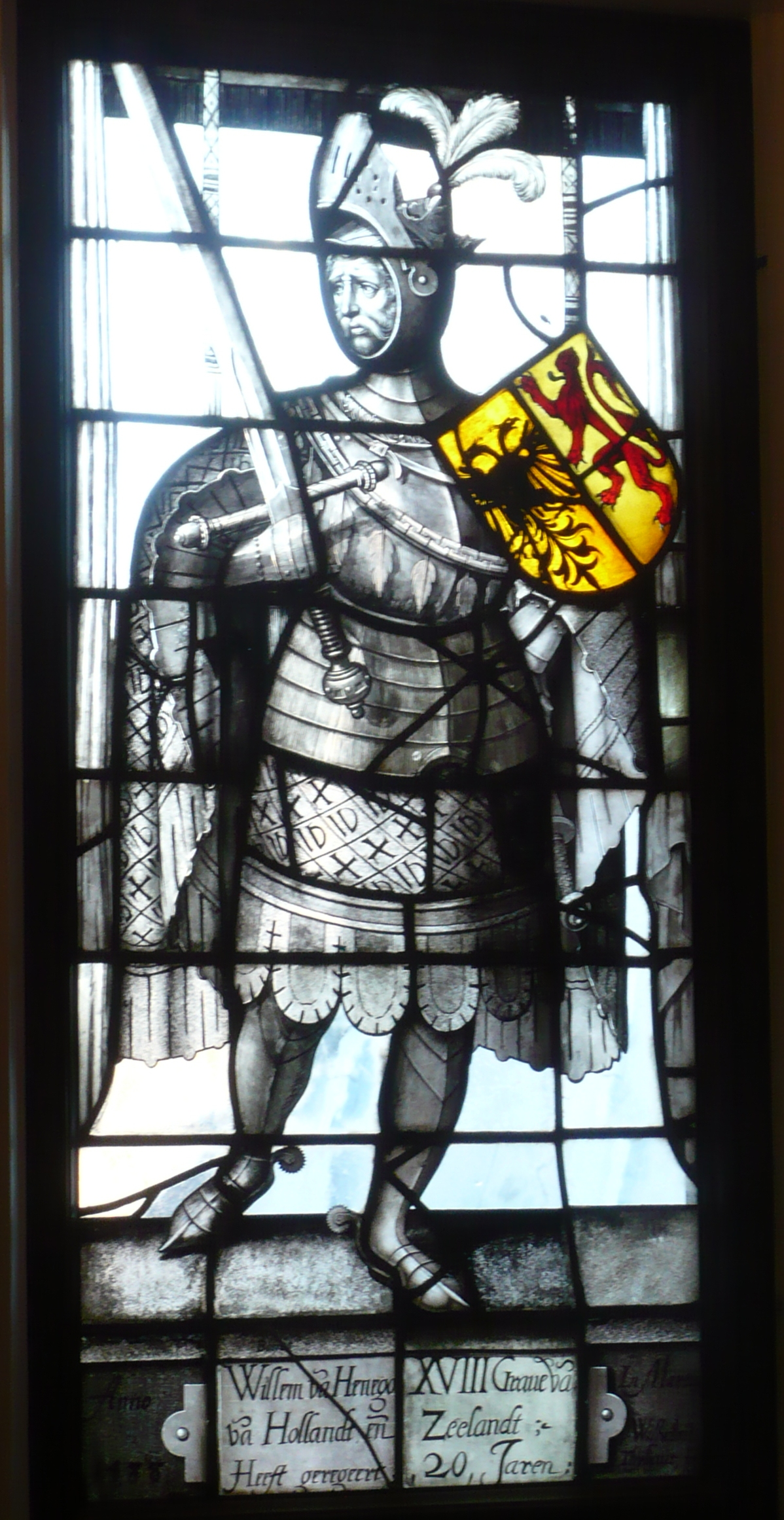
Guglielmo II d'Olanda come Guglielmo di Hainaut da una vetrata del 1588 di Willem Thibaut, nel Museum De Lakenhal

Dopo che Guglielmo aveva raggiunto la maggior età, sua madre, Matilde ne divenne consigliera ed il fratello, Fiorenzo collaborò con lui, soprattutto, dopo l'elezione di Guglielmo II a anti-re dei Romani, Fiorenzo divenne il reggente della contea d'Olanda, tanto da meritarsi il soprannome di Tutore (Voogt in olandese).
Nel 1246, Guglielmo diede in sposa sua sorella, Adelaide o Aleide al conte di Hainaut Giovanni d'Avesnes (1218 - 1257), come ci viene confermato dal paragrafo 7 della Genealogia Ducum Brabantiæ Heredum Franciæ.

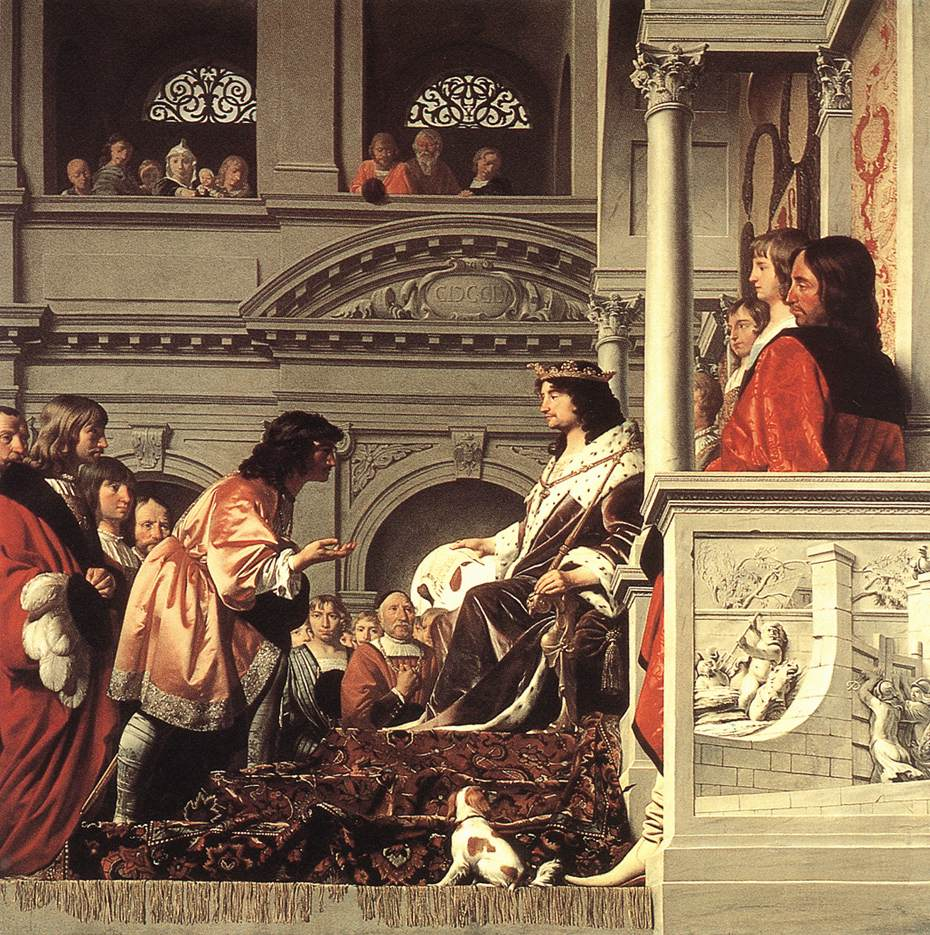
Il conte Guglielmo garantisce dei privilegi; dipinto del 1654

Quando Enrico Raspe (eletto anti-re in opposizione a Federico II), morì, il partito filo-papale (su proposta di suo zio, Enrico II di Brabante) lo elesse re dei Romani, il 3 ottobre 1247, a Worringen (Colonia), perché nessun altro principe dell'Impero era disposto a proseguire la lotta alla casa degli Hohenstaufen (Svevi). La città di Colonia in quello stesso mese, in un primo momento gli vietò l'ingresso in città; glielo permise solo dopo che Guglielmo aveva fatto eccezionali concessioni alla città. Guglielmo venne incoronato dall'arcivescovo di Colonia ad Aquisgrana, conquistata dopo un lungo assedio, il 1º novembre 1248. Dovette però far ritorno in Olanda, perché la maggior parte dei principi si pronunciò a favore di Federico II, mentre gli altri non erano disposti a riconoscerlo solo in cambio di lauti compensi.

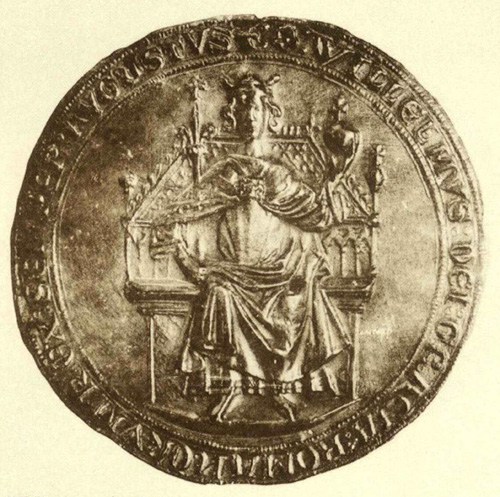
Sigillo del re di Germania Guglielmo II d'Olanda

Nel 1249, Guglielmo diede la sorella, Margherita, in sposa a Ermanno I (1224 circa - Aschach 1290), conte di Henneberg, Coburgo, Schmalkalden, Eisfeld e Hildburghausen, come ci viene confermato dal documento nº 819, datato 12 luglio (quarto nona julii) 1249 (CC° XL° VIIII°), dell'Oorkondenboek Holland, che certifica il contratto di matrimonio, specificando la dote in proprietà e denaro.
In quello stesso anno, Guglielmo fece una seconda campagna lungo il Reno, senza migliorare la sua posizione: era il re solo nella regione del Basso Reno, nella Germania orientale era ignorato e nella Germania meridionale incontrava una forte resistenza.
Nel 1250, Guglielmo era intenzionato a recarsi in Italia, ma uno scontro con Corrado IV di Svevia lo bloccò.

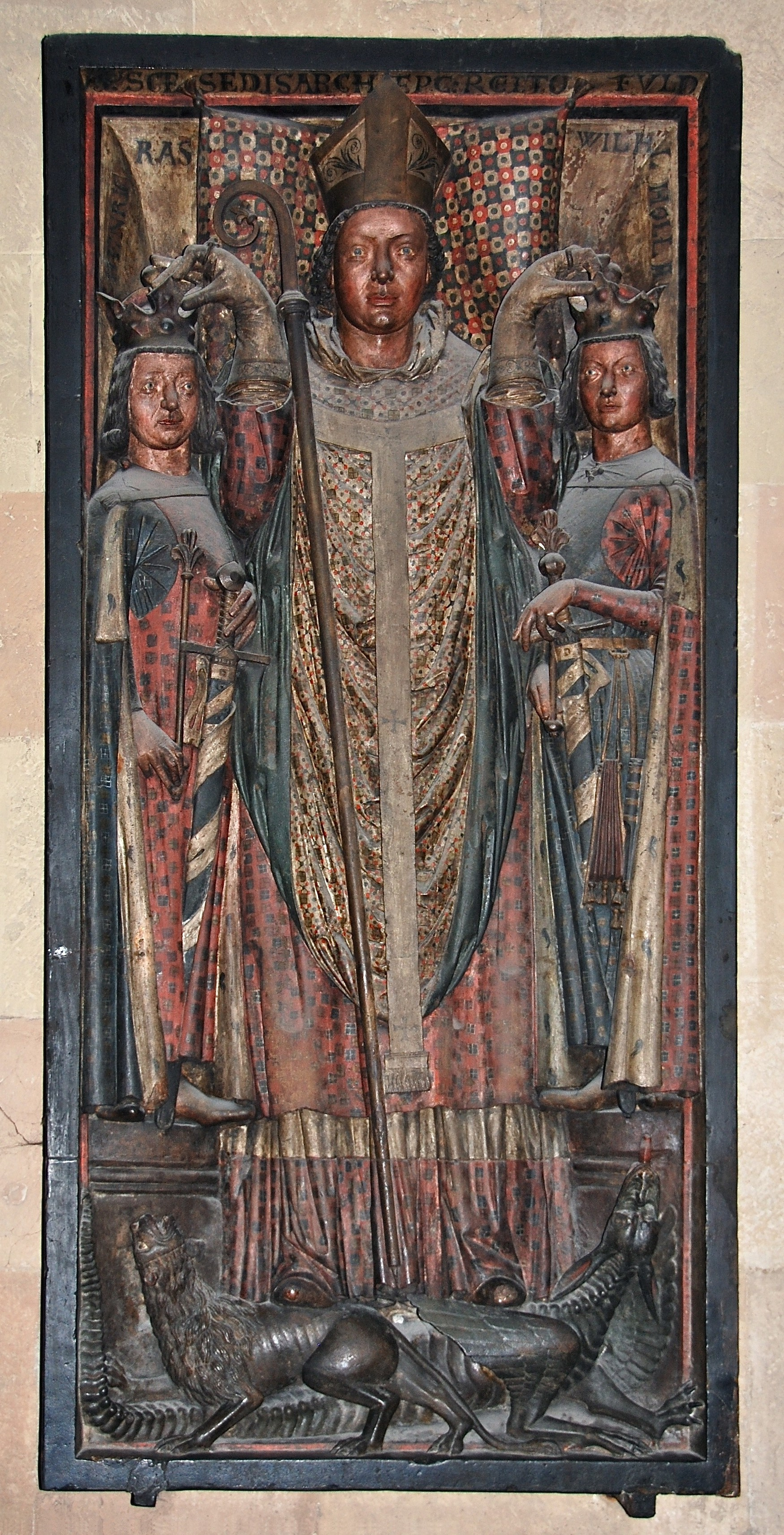
Tomba di Sigfrido III di Eppstein, vescovo di Magonza, con il vescovo nel centro che sta incoronando Enrico Raspe e Guglielmo II d'Olanda. Cattedrale di Magonza.

Fu solamente a partire dal 1251, dopo la morte di Federico II (dicembre 1250), e con suo figlio Corrado IV costretto ad affrettarsi in Italia (Guglielmo, nel mese di aprile 1251 incontrò il papa Innocenzo IV a Lione, per concordare le mosse contro Corrado IV), che Guglielmo cominciò ad avere un seguito in Germania, grazie a dimostrazioni di benevolenza e a cessione di feudi, ma soprattutto il suo matrimonio del 25 gennaio 1252, con Elisabetta di Brunswick-Lüneburg, figlia del duca di Brunswick, che trovò appoggio tra i duchi della parte orientale della Germania, che non soddisfatti della prima sua elezione, pretesero una nuova elezione che avvenne a Brunswick, il 25 marzo 1252, dove oltre ai voti degli ecclesiastici ottenne anche i voti degli elettori di Sassonia e Brandeburgo (lautamente ricompensati).
Dopo la seconda elezione a re dei Romani, le relazioni tra la contea d'Olanda e la contea delle Fiandre peggiorarono, soprattutto quando si schierò con Giovanni d'Avesnes, che era suo cognato, contro la Casa dei Dampierre, nella guerra che, dal 1244, opponeva i figli di primo letto contro i figli di secondo letto, della contessa di Fiandra, Margherita II (già nel 1246, Margherita, che era sia contessa delle Fiandre che contessa di Hainaut e che odiava il figlio maggiore, Giovanni d'Avesnes, cognato e alleato di Guglielmo II, aveva offerto al fratello del re di Francia, Luigi IX, il conte di Provenza, Carlo I d'Angiò, la contea di Hainaut e la tutela delle Fiandre per conto della Casa dei Dampierre
Secondo il The Formation of the German College of Electors in the mid-Thirteenth Century (non consultato), Guido di Dampierre, nel 1253 invase l'Olanda e occupò l'isola di Walcheren, in Zelanda, ma Fiorenzo lo affrontò e, nel mese di luglio, lo sconfisse a Westkappel, catturando la flotta fiamminga e facendo numerosi prigionieri, tra cui Guido di Dampierre e suo fratello Giovanni, come ci viene confermato dagli Annales Parchenses.
Nel 1254, i rapporti di Guglielmo coi vescovi renani, artefici delle sue elezioni, erano di ostilità e la popolarità di Guglielmo era in calo, anche in Olanda; soprattutto il vescovo di Colonia, Corrado di Hochstaden, fu il più attivo tra gli oppositori e si alleò con Margherita II delle Fiandre e con Carlo I d'Angiò, che si coalizzarono contro Guglielmo.
Alla morte di Corrado IV, nel maggio 1254, la corona di Guglielmo venne riconosciuta senza opposizioni significative.
Guglielmo, per difendere l'ordine nel regno fu favorevole alla formazione di una lega tra le città tedesche, che includeva anche i vescovi e la nobiltà locale; la lega nell'ottobre del 1254 lo riconobbe re e nella Dieta di Worms, del febbraio 1255, fu presente al giuramento di pace.
All'interno della lega però cominciarono a sorgere contrapposizioni tra le città e i nobili che spesso ostacolavano il lavoro stesso della lega e le difficoltà aumentarono quando Guglielmo si scontrò col vescovo di Colonia, Corrado di Hochstaden, che tentò di far deporre Guglielmo e far eleggere il re di Boemia, Ottocaro II; solo l'intervento del nuovo papa, Alessandro IV, fece fermare la cospirazione.
Dopo aver condotto una campagna vittoriosa contro Margherita II delle Fiandre, all'inizio del 1256, Guglielmo si apprestò a sottomettere i Frisoni che si erano ribellati. Durante le operazioni, nei pressi di Hoogwoud, attraversando uno specchio d'acqua ghiacciato, il suo cavallo spezzò la crosta di ghiaccio, ed egli cadde nell'acqua gelata. Fu così catturato dai Frisoni, che lo uccisero e ne occultarono il cadavere, che venne trovato solo nel 1282 (come conferma il capitolo 74c della Chronologia Johannes de Beke, che prosegue ricordando che Fiorenzo V trasferì le ossa del padre a Utrecht, dove furono celebrate le esequie e poi furono tumulate nell'abbazia di Middelburg, accanto alla moglie Elisabetta) dal suo successore (come conferma il capitolo 73a della Chronologia Johannes de Beke), il figlio, Fiorenzo V. La morte di Guglielmo ci viene ricordata anche dagli Annales Blandinienses; la morte di Guglielmo viene ricordata anche dal capitolo nº 72i della Chronologia Johannes de Beke, che continua ricordando che la sorella Riccarda iniziò la costruzione di un monastero in suffragio dell'anima di Guglielmo.
La morte di Guglielmo viene descritta da un cronista anonimo nella Chronique anonyme de Reims: Il re dei Romani aveva sentito di una sollevazione in Frisia. Dopo aver raccolto un esercito si recò in Frisia per reprimere la sollevazione con la forza. Ma non conosceva bene la zona, e accadde che un giorno uscì dall'accampamento con un grande cavallo e poche persone al seguito, e arrivando a un canale, dove c'era una grande folla di contadini, il re volle saltare il canale, ma il suo cavallo era troppo pesante e il canale era ampio per cui il re cadde dentro. Il cavallo rimase immerso nel fango fino alla pancia, e il suo seguito non poteva intervenire ad aiutarlo. Quando i contadini si resero conto che il re era in loro potere, lo circondarono e lo uccisero
Dopo la morte di Guglielmo, nel 1257, vennero eletti, in contrapposizione due re dei Romani: Riccardo di Cornovaglia e Alfonso X di Castiglia.
Dopo la morte di Guglielmo, i rapporti con la contea di Fiandra si normalizzarono, tanto che, dopo che erano stati risarciti i danni della guerra in Zelanda, secondo gli Annales Blandinienses, Fiorenzo de Voogt, citato come fratello di Guglielmo (Willelmi regis Alemannie et Florentii, fratris suis) liberò i fratelli Dampierre e si fidanzò con una delle figlie di Guido; il merito era anche di Luigi IX, che, dopo essere rientrato in Francia, alla fine dell'estate del 1254, reduce dalla Settima crociata, si adoperò per mettere fine alla guerra Fiandre-Hainaut, che coinvolgeva anche suo fratello, Carlo. Con il lodo arbitrale di Peronne, del settembre 1256, Giovanni d'Avesnes ottenne definitivamente la contea di Hainaut, ma si riconobbe vassallo di Carlo I d'Angiò.

## Discendenza
Guglielmo, il 25 gennaio 1252, si sposò con Elisabetta di Brunswick-Lüneburg, figlia del duca di Brunswick, Ottone I il Fanciullo, come ci conferma il capitolo nº 70a della Chronologia Johannes de Beke, che, secondo il Chronicon Sancti Michaelis Luneburgensis, era la figlia terzogenita del duca di Brunswick-Lüneburg, Ottone I detto il Fanciullo e della consorte Matilde del Brandeburgo, che, ancora secondo il Chronicon Sancti Michaelis Luneburgensis, era la figlia femmina primogenita del Margravio del Brandeburgo, Alberto II e della moglie, Matilde di Groitzsch. Il padre di Elisbatta, Ottone I il Fanciullo, sempre secondo il Chronicon Sancti Michaelis Luneburgensis, era l'unico figlio del signore di Lüneburg, Guglielmo di Winchester e della sua sposa, Elena di Danimarca, figlia del re di Danimarca, Valdemaro I e discendente da Olaf II il Santo.
Guglielmo da Elisabetta ebbe uno, o forse, due figli:
- Fiorenzo[19] (luglio 1254 - 27 giugno 1296), fu conte d'Olanda[42]
- Matilde (1256 - † in gioventù)[45], citata solo dalle Europäische Stammtafeln[52], vol II, 2 (non consultate)[51], ma da nessun'altra fonte primaria[51].

Probabilmente Guglielmo ebbe anche un figlio illegittimo:
- Teodorico ( † 1312) Commendatore dell'Ordine teutonico a Utrecht[45].

## Ascendenza
|                              |                                |                               | Genitori                      |  |  | Nonni |  |  | Bisnonni                     |  |  | Trisnonni                    |  |
|                              |                                |                               |                               |  |  |       |  |  | Fiorenzo III, conte d'Olanda |  |  | Teodorico VI, conte d'Olanda |  |
|                              |                                |                               |                               |  |  |       |  |  | Fiorenzo III, conte d'Olanda |  |  | Teodorico VI, conte d'Olanda |  |
|                              |                                | Sofia di Rheineck             |                               |  |  |       |  |  | Fiorenzo III, conte d'Olanda |  |  |                              |  |
| Guglielmo I, conte d'Olanda  |                                |                               |                               |  |  |       |  |  | Fiorenzo III, conte d'Olanda |  |  |                              |  |
|                              |                                | Ada di Scozia                 | Enrico di Scozia              |  |  |       |  |  |                              |  |  |                              |  |
|                              |                                | Ada di Scozia                 | Enrico di Scozia              |  |  |       |  |  |                              |  |  |                              |  |
|                              |                                | Ada di Scozia                 | Ada di Warenne                |  |  |       |  |  |                              |  |  |                              |  |
| Fiorenzo IV, conte d'Olanda  |                                | Ada di Scozia                 |                               |  |  |       |  |  |                              |  |  |                              |  |
|                              |                                | Ottone I, conte di Gheldria   | Enrico I, conte di Gheldria   |  |  |       |  |  |                              |  |  |                              |  |
|                              |                                | Ottone I, conte di Gheldria   | Enrico I, conte di Gheldria   |  |  |       |  |  |                              |  |  |                              |  |
|                              |                                | Ottone I, conte di Gheldria   | Agnese d'Arnstein             |  |  |       |  |  |                              |  |  |                              |  |
| Adelaide di Gheldria         |                                | Ottone I, conte di Gheldria   |                               |  |  |       |  |  |                              |  |  |                              |  |
|                              |                                | Riccarda di Baviera           | Ottone I, duca di Baviera     |  |  |       |  |  |                              |  |  |                              |  |
|                              |                                | Riccarda di Baviera           | Ottone I, duca di Baviera     |  |  |       |  |  |                              |  |  |                              |  |
|                              |                                | Riccarda di Baviera           | Agnese di Loon                |  |  |       |  |  |                              |  |  |                              |  |
| Guglielmo II, conte d'Olanda |                                | Riccarda di Baviera           |                               |  |  |       |  |  |                              |  |  |                              |  |
|                              | Goffredo III, duca di Brabante | Goffredo II, duca di Brabante |                               |  |  |       |  |  |                              |  |  |                              |  |
|                              | Goffredo III, duca di Brabante | Goffredo II, duca di Brabante |                               |  |  |       |  |  |                              |  |  |                              |  |
|                              | Goffredo III, duca di Brabante | Luitgarda di Sulzbach         |                               |  |  |       |  |  |                              |  |  |                              |  |
| Enrico I, duca di Brabante   | Goffredo III, duca di Brabante |                               |                               |  |  |       |  |  |                              |  |  |                              |  |
|                              |                                | Margherita di Limburgo        | Enrico II, duca di Limburgo   |  |  |       |  |  |                              |  |  |                              |  |
|                              |                                | Margherita di Limburgo        | Enrico II, duca di Limburgo   |  |  |       |  |  |                              |  |  |                              |  |
|                              |                                | Margherita di Limburgo        | Matilde di Saffenberg         |  |  |       |  |  |                              |  |  |                              |  |
| Matilde di Brabante          |                                | Margherita di Limburgo        |                               |  |  |       |  |  |                              |  |  |                              |  |
|                              |                                | Matteo di Lorena              | Teodorico, conte di Fiandra   |  |  |       |  |  |                              |  |  |                              |  |
|                              |                                | Matteo di Lorena              | Teodorico, conte di Fiandra   |  |  |       |  |  |                              |  |  |                              |  |
|                              |                                | Matteo di Lorena              | Sibilla d'Angiò               |  |  |       |  |  |                              |  |  |                              |  |
| Matilde di Lorena            |                                | Matteo di Lorena              |                               |  |  |       |  |  |                              |  |  |                              |  |
|                              |                                | Maria, contessa di Boulogne   | Stefano, re d'Inghilterra     |  |  |       |  |  |                              |  |  |                              |  |
|                              |                                | Maria, contessa di Boulogne   | Stefano, re d'Inghilterra     |  |  |       |  |  |                              |  |  |                              |  |
|                              |                                | Maria, contessa di Boulogne   | Matilde, contessa di Boulogne |  |  |       |  |  |                              |  |  |                              |  |
|                              |                                | Maria, contessa di Boulogne   |                               |  |  |       |  |  |                              |  |  |                              |  |